# Llei per a la Reforma Política
La Llei per a la Reforma Política (Llei 1/1977, de 4 de gener, per a la Reforma Política) va ser aprovada el 18 de novembre de 1976 per les Corts franquistes, rebent el suport de 435 dels 531 procuradors (81% a favor), i sotmesa a referèndum el 15 de desembre posterior, amb una participació del 77% del cens i un 94,17% de vots a favor. Tenia el caràcter de Llei Fonamental, sent l'última de les Lleis Fonamentals franquistes.

## Antecedents
Set associacions polítiques, constituïdes a l'abric de la llei de Carlos Arias Navarro, per donar peu en democràcia a l'anomenat franquisme sociològic, van fundar el 9 d'octubre de 1976 un nou partit polític, Alianza Popular (AP), Els seus líders eren Manuel Fraga (Reforma Democràtica), Licinio de la Fuente (Democràcia Social), Federico Silva (Acción Democrática Española), Laureano López Rodó (Acció Regional), Gonzalo Fernández de la Mora (Unión Nacional Española), Enrique Thomas de Carranza (Unión Social Popular) i Cruz Martínez Esteruelas (Unió Nacional Espanyola). Per frenar aquesta tendència, va haver-hi en AP veleidades de provocar amb els seus vots negatius la dimissió d'Adolfo Suárez, i José María de Areilza i Pío Cabanillas fundaren el Partit Popular.
Tant Adolfo Suárez com Torcuato Fernández Miranda estaven disposats a dissoldre les Corts Espanyoles en el supòsit de trobar oposició, ja que s'havia complert el seu mandat.
Després de l'aprovació del projecte de llei pel Consell de Ministres es presenta davant el Consell Nacional del Movimiento, sent aprovat el 16 d'octubre per 80 vots a favor, 13 en contra i 6 abstencions. Aquest organisme prologava la seva pròpia dissolució:
| « | ... El Projecte de Llei present, que pretén i que busca, preferencialment, que la majoria popular es constitueixi en instància decisòria de la reforma, només incardinant en l'ordre polític vigent pot trobar font i base per al seu legítim plantejament... | » |

## Contingut
La Llei per a la Reforma Política va ser l'instrument jurídic que va permetre en el context de la Transició espanyola l'eliminació d'estructures de la dictadura franquista des d'un punt de vista jurídic, com les Corts de la dictadura franquista (el hara-kiri d'aquestes) i a la convocatòria d'eleccions democràtiques, donant-se un trànsit a un sistema democràtic.
L'origen d'aquesta transcendental llei es troba en el vigent règim legal l'any 1975. Espanya estava regida per un sistema normatiu pseudo-constitucional que es trobava en les Lleis Fonamentals del Regne i en els Principis Fonamentals del Movimiento. Entre unes i uns altres subjectaven el model d'estat franquista. En aquests textos legals s'incloïen, a més, els procediments per esmenar-los o reformar-los. Aquesta va ser la forma que va recomanar Torcuato Fernández Miranda, president de les Corts i del Consell del Regne per passar d'un règim autoritari a un altre de llibertats respectant les lleis vigents. Des d'aquesta perspectiva, la nova norma seria una espècie de vuitena llei fonamental del franquisme, que complís la idea de Fernández-Miranda d'avançar cap a la democràcia de "de la llei a la llei a través de la llei", la qual cosa evitaria buits de norma, que derivessin en una inestabilitat política. El resultat final va constituir una "voladura controlada del règim".
| «                 | "... El Rei podrà sotmetre directament al poble una opció política d'interès nacional, sigui o no de caràcter constitucional, perquè decideixi mitjançant referèndum, els resultats del qual s'imposaran a tots els òrgans de l'Estat..." "... Si l'objecte de la consulta es refereix a matèria de competència de les Corts i aquestes no prenguessin la decisió corresponent d'acord amb el resultat del referèndum, quedaran dissoltes, procedint-se a la convocatòria de noves eleccions..." | » |
| — Article cinquè. | |   |

## La reforma
El Govern d'Adolfo Suárez no trobava una fórmula viable per impulsar la urgent reforma del sistema franquista, malgrat els esforços que van realitzar Manuel Fraga i Alfonso Osorio amb sengles projectes de reforma. El temps es tirava damunt i les promeses reformes fetes als grups d'oposició democràtica no arribaven per la forta oposició de l'anomenat búnker. Aquest no era sinó la representació gràfica del sector immobilista franquista que veia com es tractava de desmantellar el règim. Per tal motiu, des dels organismes de poder que controlaven, Consell Nacional del Movimiento, Consell del Regne i Corts Espanyoles, mantenien una duríssima resistència a qualsevol canvi.
Així doncs, el President de les Corts, Torcuato Fernández Miranda va redactar un breu text articulat amb la seva corresponent exposició de motius, lliurant-lo a Adolfo Suárez. Durant el procés d'estudi i aprovació per part del Consell de Ministres es retoquen alguns detalls i es varia l'exposició de motius que, després de l'informe del Consell Nacional del Movimiento, i abans de la seva presentació a les Corts és suprimida definitivament.

## Tràmit parlamentari
Després de la defensa del projecte per part de Miguel Primo de Rivera y Urquijo, qui va expressar que era indiscutible que l'autoritat de Franco calia substituir-la per una altra autoritat política i, sobretot de Fernando Suárez en nom de la ponència, i diferents i argumentats discursos en contra per part de procuradors.

## Votació
El projecte es va sotmetre a votació a les 21:35 hores del 18 de novembre de 1976 (a poques hores del primer aniversari de la mort de Franco —20-N de 1975—) amb el resultat de 425 vots a favor, 59 vots en contra i 13 abstencions. Aquesta votació i la conseqüent aprovació de la Llei per a la Reforma Política es coneix com el «harakiri de les Corts franquistes».
No obstant això, la historiografia posterior ha contribuït a desmitificar aquesta equívoca afirmació que semblaria suggerir la renúncia voluntària a aquesta mateixa línia de legitimitat franquista que mai va deixar de vertebrar el curs i discurs polític dels assistents a Corts i encara de l'executiu encapçalat per Adolfo Suárez. Davant del tancament de minúsculs sectors del búnquer o d'Alianza Popular, atrinxerats en posicions integristes més purament suïcides, el sí donat a la Llei per a la Reforma Política va constituir l'adopció d'una senda políticament definida al marge de l'autodenominada com a oposició democràtica (això és, la Platajunta o Coordinació Democràtica), que va permetre reconduir la transició des de posicions encara més asimètriques. Un enfortiment que a més es va permetre el luxe de maquillar-se en aquesta hipèrbole de la immolació programàtica, convertint-se en una ordalia gairebé poètica d'un règim que es lliurava a si mateix com a víctima primer irredenta i després propiciatòria cap a una democràcia sense màcula.
Hi votaren en contra els següents procuradors:

## Epíleg
No obstant això, entre gener i abril de 1977, se succeïren els expedients de legalització dels diferents partits polítics, entre els quals destaca la creació de la Unió de Centre Democràtic com a força de centredreta liderada pel llavors President del govern, Adolfo Suárez, la legalització del Partit Socialista Obrer Espanyol al febrer i del Partit Comunista d'Espanya l'abril, i la creació d'Aliança Popular. Malgrat tot això, i del que suposava la reforma, l'oposició va propugnar l'abstenció al considerar que la reforma era insuficient i que la ruptura democràtica era l'única forma de superar el règim.
Pel maig es dissolgueren les Corts i es convocaren eleccions generals sota la nova legislació per al 15 de juny de 1977 que guanyà la UCD amb un 34,72% de vots, seguida del PSOE amb un 29,25%, PCE amb un 9,4% i AP amb un 8%.
Després del procés electoral, un cop constituïts el Congrés i el Senat, es va procedir a crear la Ponència Constitucional a la qual se li va encarregar la redacció d'una nova Constitució de caràcter democràtic occidental. A l'octubre de 1977 es va aprovar l'última amnistia general que alliberava els últims presos polítics. Aquest període coincideix parcialment amb l'anomenada transició democràtica.